# Frédéric Dufour
Frédéric Dufour   (Lió, 2 de febrer de 1976) és un remer francès, ja retirat, que va competir entre finals de la dècada de 1990 i començaments de la del 2000.
El 2004 va prendre part en els Jocs Olímpics d'Estiu d'Atenes, on formant parella amb Pascal Touron, guanyà la medalla de plata en la prova del doble scull lleuger del programa de rem. Quatre anys més tard, als Jocs de Pequín, fou onzè en la mateixa prova.
En el seu palmarès també destaquen quatre medalles al Campionat del món de rem, dues de plata i dues de bronze, entre les edicions de 1996 i 2010, així com quatre medalles als Jocs del Mediterrani, una d'or i tres de plata, entre les edicions de 1997 i 2009.